# Лешно (Кутновський повіт)
Лешно (пол. Leszno) — село в Польщі, у гміні Кутно Кутновського повіту Лодзинського воєводства.
Населення — 487 осіб (2011).
У 1975-1998 роках село належало до Плоцького воєводства.

## Демографія
Демографічна структура станом на 31 березня 2011 року:
|          | Загалом | Допрацездатний вік | Працездатний вік | Постпрацездатний вік |
| -------- | ------- | ------------------ | ---------------- | -------------------- |
| Чоловіки | 248     | 49                 | 174              | 25                   |
| Жінки    | 239     | 44                 | 138              | 57                   |
| Разом    | 487     | 93                 | 312              | 82                   |